# Leichtathletik-Europameisterschaften 1950/400 m Hürden der Männer

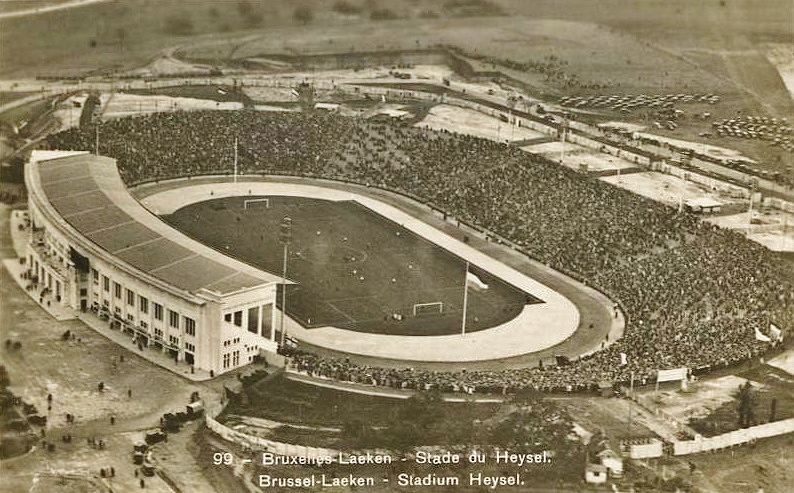
Das Brüsseler Heysel-Stadion in einer Luftaufnahme von 1935

Der 400-Meter-Hürdenlauf der Männer bei den Leichtathletik-Europameisterschaften 1950 wurde vom 24. bis 27. August 1950 im Heysel-Stadion der belgischen Hauptstadt Brüssel ausgetragen.
Europameister wurde der Italiener Armando Filiput. Er gewann vor dem sowjetischen Läufer Juri Litujew. Bronze ging an den Briten Harry Whittle.

## Rekorde

### Bestehende Rekorde
| Weltrekord           | 50,6 s | Glenn Hardin              | Stockholm, Schweden | 26. Juli 1934   |
| Europarekord         | 51,6 s | Friedrich-Wilhelm Hölling | Berlin, Deutschland | 9. Juli 1939    |
| Meisterschaftsrekord | 52,2 s | Bertel Storskrubb         | EM Oslo, Norwegen   | 24. August 1946 |

### Rekordverbesserungen
Der bestehende EM-Rekord wurde zweimal verbessert. Darüber hinaus gab es drei neue Landesrekorde.
- Meisterschaftsrekorde:
  - 52,0 s – Armando Filiput (Italien), Halbfinale am 26. August
  - 51,9 s – Armando Filiput (Italien), Finale am 27. August
- Landesrekorde:
  - 52,0 s – Armando Filiput (Italien), Halbfinale am 26. August
  - 51,9 s – Armando Filiput (Italien), Finale am 27. August
  - 52,6 s – Juri Litujew (Sowjetunion), Finale am 27. August

## Vorrunde
24. August 1950
Die Vorrunde wurde in vier Läufen durchgeführt. Die ersten drei Athleten pro Lauf – hellblau unterlegt – qualifizierten sich für das Halbfinale.

### Vorlauf 1
| Platz | Name            | Nation       | Zeit (s) |
| ----- | --------------- | ------------ | -------- |
| 1     | Yves Cros       | Frankreich   | 54,0     |
| 2     | Ottavio Missoni | Italien      | 54,2     |
| 3     | Timofei Lunew   | Sowjetunion  | 54,2     |
| 4     | Kemal Horulu    | Türkei       | 55,1     |
| 5     | Fotios Kosmas   | Griechenland | 55,2     |

### Vorlauf 2
| Platz | Name              | Nation     | Zeit (s) |
| ----- | ----------------- | ---------- | -------- |
| 1     | Armando Filiput   | Italien    | 53,6     |
| 2     | Georges Elloy     | Frankreich | 54,3     |
| 3     | Torben Johannesen | Dänemark   | 54,5     |
| 4     | Franz Fritz       | Österreich | 54,5     |
| 5     | Reidar Nilsen     | Norwegen   | 55,8     |

### Vorlauf 3
| Platz | Name            | Nation         | Zeit (s) |
| ----- | --------------- | -------------- | -------- |
| 1     | Juri Litujew    | Sowjetunion    | 53,4     |
| 2     | Lars Ylander    | Schweden       | 54,0     |
| 3     | Angus Scott     | Großbritannien | 54,3     |
| 4     | Jacques De Moor | Belgien        | 54,8     |
| 5     | Doğan Acarbay   | Türkei         | 55,3     |
| 6     | Igor Zupančič   | Jugoslawien    | 55,4     |

### Vorlauf 4
| Platz | Name          | Nation         | Zeit (s) |
| ----- | ------------- | -------------- | -------- |
| 1     | Harry Whittle | Großbritannien | 54,3     |
| 2     | Marcel Dits   | Belgien        | 54,8     |
| 3     | Rune Larsson  | Schweden       | 55,2     |
| 4     | Frans Buys    | Belgien        | 55,6     |

## Halbfinale
26. August 1950
In den beiden Halbfinalläufen qualifizierten sich die jeweils ersten drei Athleten – hellblau unterlegt – für das Finale.

### Lauf 1

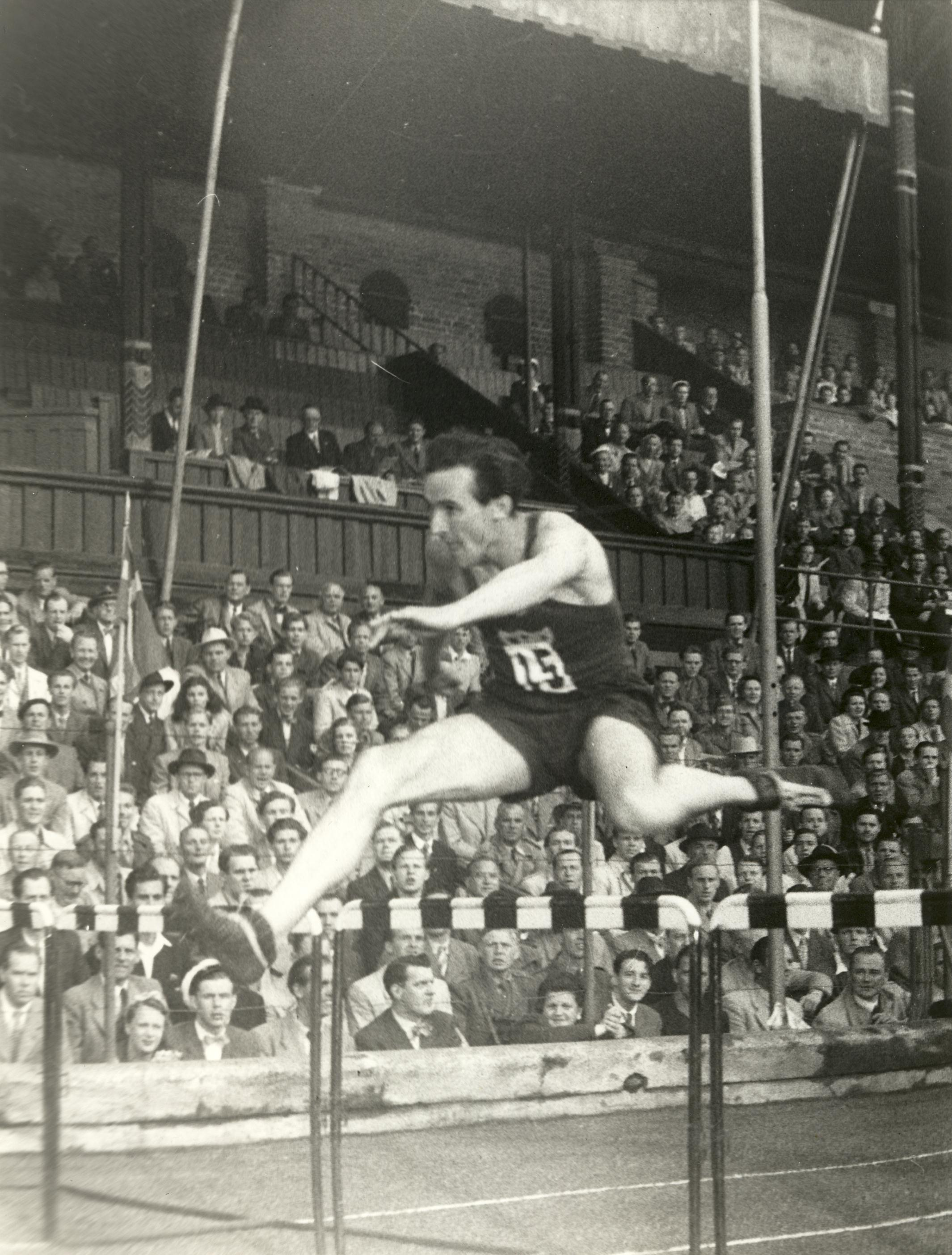
Zeitgleich mit dem Dritten schied Rune Larsson als Vierter des ersten Halbfinallaufs aus
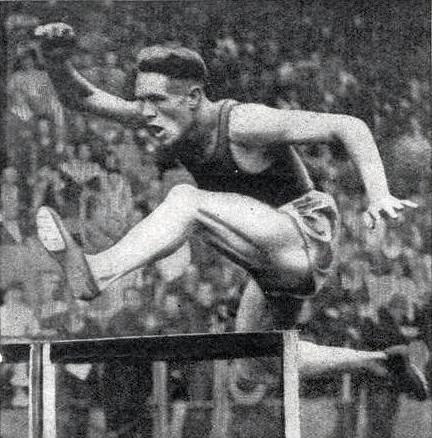
Yves Cros erreichte als Fünfter des zweiten Semifinals nicht das Finale

| Platz | Name              | Nation         | Zeit (s) |
| ----- | ----------------- | -------------- | -------- |
| 1     | Harry Whittle     | Großbritannien | 53,1     |
| 2     | Juri Litujew      | Sowjetunion    | 53,1     |
| 3     | Ottavio Missoni   | Italien        | 53,6     |
| 4     | Rune Larsson      | Schweden       | 53,6     |
| 5     | Yves Cros         | Frankreich     | 54,1     |
| 6     | Torben Johannesen | Dänemark       | 54,5     |

### Lauf 2
| Platz | Name            | Nation         | Zeit (s)   |
| ----- | --------------- | -------------- | ---------- |
| 1     | Armando Filiput | Italien        | 52,0 CR/NR |
| 2     | Georges Elloy   | Frankreich     | 53,2       |
| 3     | Lars Ylander    | Schweden       | 53,3       |
| 4     | Timofei Lunew   | Sowjetunion    | 53,4       |
| 5     | Angus Scott     | Großbritannien | 53,7       |
| 6     | Marcel Dits     | Belgien        | 54,0       |

## Finale

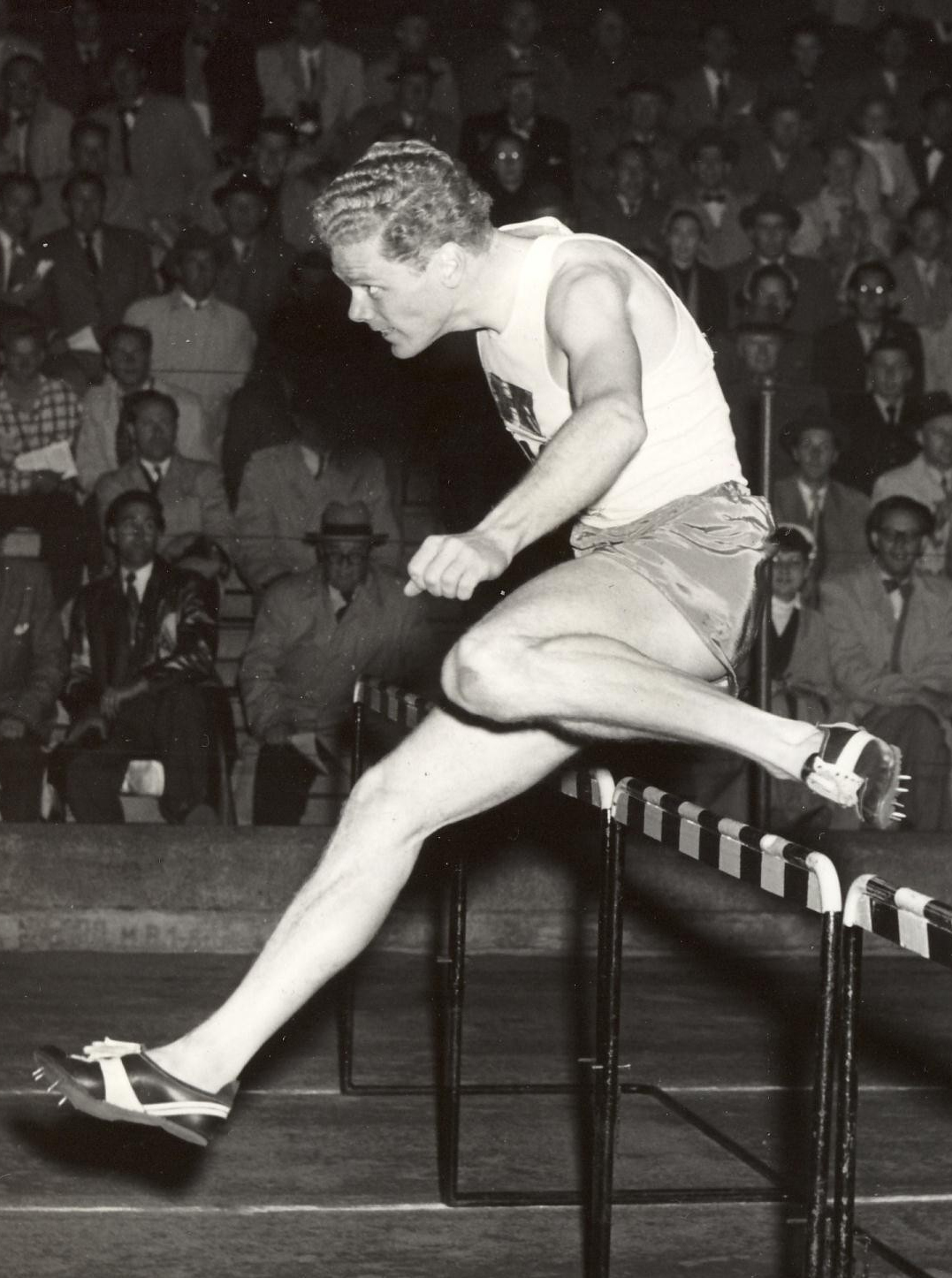
Lars Ylander belegte im Finale den fünften Platz

27. August 1950
| Platz | Name            | Nation         | Zeit (s)   |
| ----- | --------------- | -------------- | ---------- |
| 1     | Armando Filiput | Italien        | 51,9 CR/NR |
| 2     | Juri Litujew    | Sowjetunion    | 52,4 NR    |
| 3     | Harry Whittle   | Großbritannien | 52,7       |
| 4     | Ottavio Missoni | Italien        | 53,6       |
| 5     | Lars Ylander    | Schweden       | 53,9       |
| 6     | Georges Elloy   | Frankreich     | 54,3       |